# Pietro Della Valle

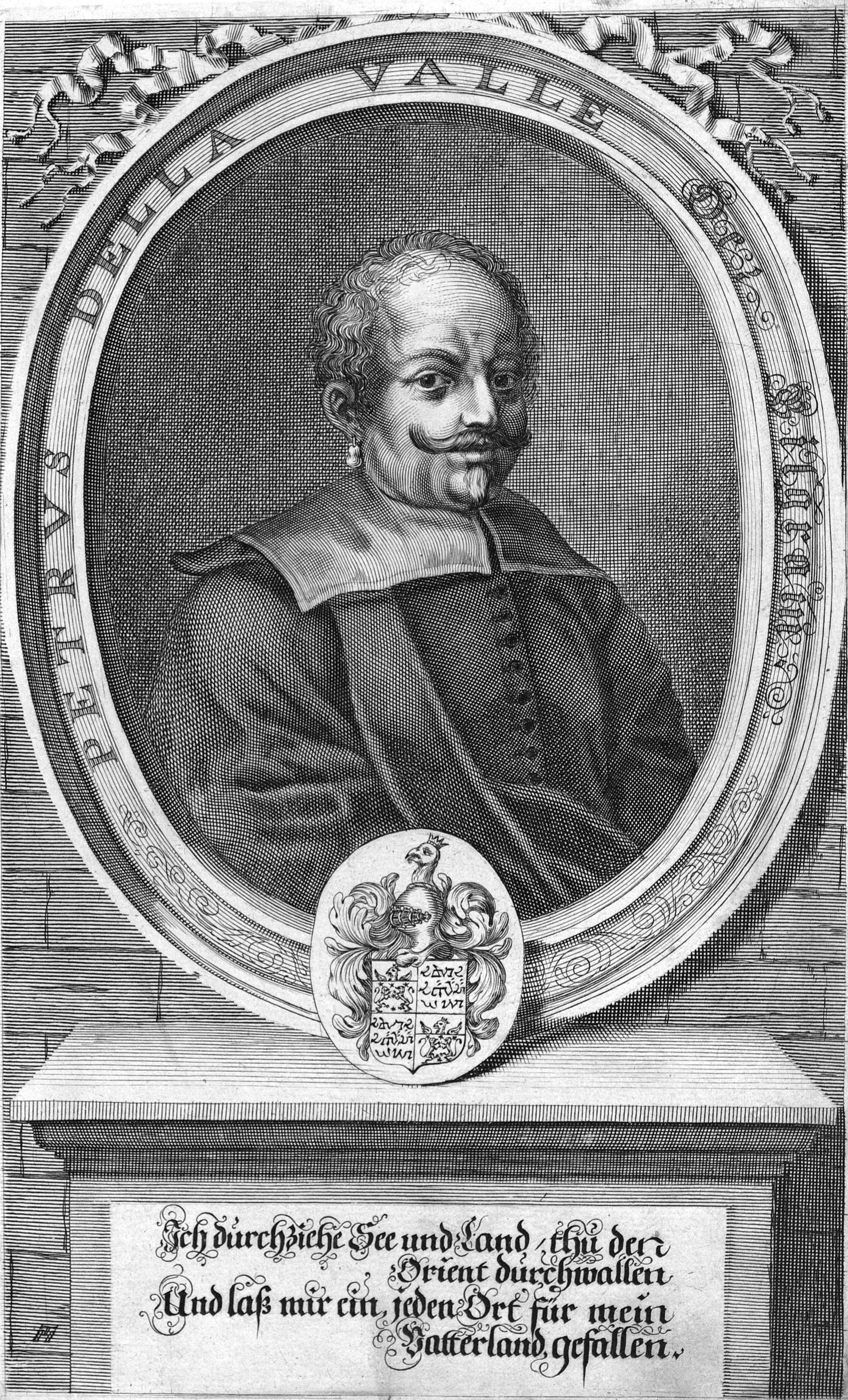
Pietro Della Valle.

Pietro Della Valle, född 1586 i Rom, död där 1652, var en italiensk reseskildrare.
Della Valle tillhörde en adlig familj, från vilken två påvar har kommit, och delade sin ungdomstid mellan studier och krigstjänst. Han deltog i strider mot morerna i Nordafrika, men blev även medlem av den romerska akademin Umoristi. Efter mer än ett års vistelse i Konstantinopel, där han förvärvade god kunskap i turkiska och någon kännedom i arabiska, gjorde han en pilgrimsresa till Heliga landet 1616 samt färdades därefter till Bagdad, där han gifte sig med en nestoriansk kvinna från Mardin, och därifrån till Persien, där han mottogs som gäst vid Abbas den stores hov och erhöll åtskilliga uppdrag av politisk beskaffenhet. År 1623 for han till Surat i Indien, vistades där nära två år och återvände 1625 över Maskat, Bassora, Aleppo, Antakya och Cypern till Rom, där han i mars 1626 mottogs med hedersbetygelser och av påven Urban VIII utnämndes till kammarherre. Hans reseberättelse (54 brev; översatta till franska 1661–63, engelska 1665 och tyska 1674) utgavs dels av honom själv, dels av hans söner i fyra band 1650–63.